# Coyotes de Joué-lès-Tours
Uniformes
Les Coyotes de Joué-lès-Tours est un club de baseball basé à Joué-lès-Tours dans le département français d'Indre-et-Loire.

## Histoire
Créé en 1978, il est à ce jour l'un des clubs les plus anciens de France toujours en activité. En 2014 le club des Coyotes a fini vice champion régional. En 2015 l'équipe séniors évolue en Championnat régional de la Ligue du Centre avec les Parrots de Nevers, French Cubs de Chartres, les Falcons de Bourges et les Red Castors d'Olivet. L'équipe remporte le titre face à Bourges.
En 2016 les Coyotes de Joué les Tours remettent leur titre en jeu.

## Palmarès
DH Pays de la Loire
- Champion en 1987

DH Centre
- Champion en 1991, 1992, 1993, 1997, 1998, 1999, 2001, 2002, 2003, 2006, 2013[2], 2015

Participation au Championnat de Nationale 2
- 1991, 1992, 1997, 1998, 1999, 2001, 2002, 2012, 2013

Participation Championnat de Nationale 1
- 2000 Poule Nord

## Championnat régional Ligue du Centre 2016
Le format du championnat est de 6 journées de 2 matchs de 7 manches en saison régulière puis une phase de playoffs de 6 matchs entre les 4 premiers de la phase régulière. Finale au meilleur des 3 matchs sur 2 week-end.
Résultats des Coyotes
| Date       | 13/03/16       | 20/03/16     | 03/04/16      | 10/04/16      | 24/04/16    | 08/05/16       | 22/05/16 | 29/05/16  | 05/06/16 | 19/06/16 | 26/06/16 |  |
| Journée    | 1              | 2            | 3             | 4             | 5           | 6              | Playoff  | Playoff   | Playoff  | Finale   | Finale   |  |
| Adversaire | Olivet         | Bourges1     | Chartres3     | Bourges2      | Nevers      | Chartres2      | Bourges1 | Chartres2 | Nevers   |          |          |  |
| Scores     | V 14-3 V 12-11 | V 11-1 V 9-8 | V 13-9 V 11-0 | V 20-6 V 15-5 | D 8-0 V 7-2 | D 12-2 D 18-12 |          |           |          |          |          |  |

Championnat régional Ligue du Centre 2015
Les Coyotes finissent 1er de la saison régulière avec 13 victoires et 3 défaites devant les Falcons de Bourges avec 12 victoires et 4 défaites.
- Finale au meilleur des 3 matchs : Match#1 le 21 juin sur le terrain du second du classement et Match#2 et #3 le 28 juin sur le terrain du premier.
  - 21 juin 2015 Match #1 à Bourges : victoire 14-2 des Coyotes de Joué les Tours
  - 28 juin 2015 Match #2 à Joué les Tours : défaite 12-10
  - 28 juin 2015 Match #3 à Joué les Tours : victoire 12-11 des Coyotes de Joué les Tours

## Terrain
Ils jouent leurs rencontres à domicile sur le Terrain de Beaulieu face au Collège Beaulieu rue des Pommiers à Joué les Tours.

## Les Équipes 2016

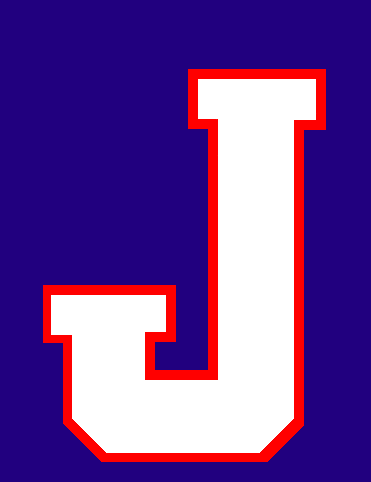
Le logo des casquettes

En 2016 le club des Coyotes engage une équipe baseball Sénior, une équipe baseball 18U et une équipe de softball mixte.

## Présidents
- 1978 : ?
- ? à aujourd'hui[Quand ?] : Hervé Lapeyre